# 女朋友 (艾莉西亚·凯斯歌曲)
女朋友（英語：Girlfriend）是美国唱作歌手艾莉西亚·凯斯首张专辑极微之歌中收录的一首单曲。由艾丽西亚, Jermaine Dupri, 和Joshua Thompson共同创作，Jermaine Dupri制作。
这首单曲作为专辑第四首也是最后一首打榜单曲在美国之外发行。凭借电台播放，这首单曲在美国告示牌杂志的热门节奏蓝调与嘻哈排行榜上达到了82位的排名。尽管"Girlfriend"在英国和澳大利亚取得了比前一首单曲"你怎能不再给我打电话？"更出色的成绩，但在其他国家并没流行起来。
这首歌的混音版本KrucialKeys Sista Girl Mix，收录在极微之歌的再版专辑Songs in A Minor: Remixed & Unplugged中，这首混音单曲还出现在了"Girlfriend"的由Patrick Hoelck执导的音乐录影带中

## 歌曲信息
在Girlfriend中，艾丽西亚情不自禁的想起了她的男友与她闺中密友的特殊情感问题。尽管她知道她的闺蜜与自己男友只是普通关系，但是他还是会想到她的男友可能会离开她。这首歌曲中还插入了Ol' Dirty Bastard1995年的歌曲Brooklyn Zoo。

## 音乐录影带
由Patrick Hoelck执导的音乐录影带英国伦敦东部拍摄，mv从艾丽西亚卧室发生的事情开始，艾丽西亚的男友正与她的女朋友通电话。她感到被冷落，就想离开住所，出去散心， 试着把这件事抛到脑后。艾丽西亚走进了一家服装店，来到衣架前挑选衣服，并看中了一件红色的皮裤，而同时她的女朋友也看中了这件。艾丽西亚嫉妒心起失去理智的将皮裤抢到自己手中。当艾丽西亚回到了住所，才发现她的男友与她的女朋友一直在为她筹办一个惊喜的派对。
艾丽西亚在琴韵心声DVD中解释道:女士们你们应该清楚这首歌的内容，当你心存嫉妒之际，无论你多潇洒，做过多少次爱，多明白事理。若然嫉妒心起，都会理智丧失。

## 人事

### 音樂人
Alicia Keys – 主唱，和声，钢琴
Bryan-Michael Cox –键盘

### 制作人
Alicia Keys – 制作人, 编曲, 声乐编曲
Jermaine Dupri – 制作人
Phil Tan –混音

## 榜单
| 銷售榜(2001)                         | 最高排名 |
| ------------------------------------ | -------- |
| U.S. Billboard Hot R&B/Hip-Hop Songs | 82       |
| 銷售榜(2002)                         | 最高排名 |
| 德國單曲排行榜                       | 100      |
| 英國單曲排行榜                       | 24       |
| 銷售榜(2003)                         | 最高排名 |
| 澳洲單曲排行榜                       | 13       |
| Dutch Top 40                         | 18       |